# AXXo
aXXo là bí danh Internet của một cá nhân, người nổi tiếng với việc phát hành miễn phí những DVD phim thương mại trên Internet. Các tập tin của aXXo dễ dàng phân phối thông qua mạng Internet và được xem ngay lập tức trên một máy tính.
Các tập tin của aXXo được phổ biến trong cộng đồng sử dụng giao thức chia sẻ file peer-to-peer, điển hình là BitTorrent. Eric Garland, giám đốc điều hành của công ty theo dõi tải BigChampagne, cho biết 33,5% số phim tải về, trong thời gian lấy mẫu ngẫu nhiên, là torrent của aXXo. Các tập tin aXXo trở nên phổ biến vì thực tế là aXXo tạo ra các tập tin có kích thước tương đối nhỏ và thống nhất định dạng tập tin. Tập tin có kích thước khoảng 700 MB - cùng kích thước của một đĩa CD. Bởi vì aXXo nổi tiếng với việc rip phim chất lượng, tên aXXo thường xuyên bị giả mạo cùng với các tên tuổi trong lĩnh vực rip phim như FXG, FxM, DiAMOND, Keltz...

## Danh tính
Trong một cuộc phỏng vấn một người tự xưng là aXXo, anh ta mô tả mình là một cá nhân riêng lẻ rip phim DVD từ khi còn là thiếu niên. Có lời đồn đại rằng Hiệp hội Điện ảnh Hoa Kỳ đợi aXXo đạt 18 tuổi để có thể truy tố anh hiệu quả hơn khi là vị thành niên.

## Tiểu sử
Cái tên aXXo xuất hiện lần đầu tiên trên 'Darkside_RG' vào tháng 11 năm 2005.
Vào tháng 11 năm 2007, aXXo xóa tất cả các torrent của mình đưa lên The Pirate Bay sau ngày 07 tháng 9 năm 2006, kháng nghị rằng trang web sẽ cho phép ý kiến quấy rối mới được cho vào torrents của mình và "có thể có các thành viên của MPAA". Trong khi các torrent của aXXo vẫn có sẵn trên các trang web torrent khác, aXXo dừng đưa lên các torrent mới vào ngày 11 tháng 11 năm 2007. Sau một thời gian vắng bóng, aXXo trở lại, bắt đầu với bộ phim I Am Legend vào ngày 09 tháng 3 năm 2008.
Vào ngày 15 tháng 12 năm 2008, Mirrors, bộ phim thứ 1000 do aXXo rip, xuất hiện trên Internet.
Ngày 11 tháng 3 năm 2009, aXXo ngừng rip phim sau khi đưa lên bộ phim Punisher: War Zone, nhưng anh vẫn thường xuyên đăng nhập vào tài khoản của mình trên Mininova và Demonoid.
Hiện nay trên trang Speed.cd vẫn có những phim rip mang tên aXXo được phát hành, nhưng đây là những phim giả danh do các thành viên trang này tự rip bằng hướng dẫn rip phim giống với thần tượng aXXo mà họ sùng bái.

## Cách đặt tên của aXXo
Một bộ phim của aXXo phát hành thuần (không tính các tệp.url hay.txt của các trang chia sẻ thêm vào) bao gồm một tập tin.avi và một tệp tin.nfo. Tệp.avi là tệp video với mã XviD với cách đặt tên như sau:
Tên.phim[Năm]DvDrip.AC3[Ngôn.ngữ]-aXXo (giai đoạn 2005-2007)
Ví dụ: Asterix.and.the.Vikings[2006]DvDrip.AC3[Eng]-aXXo
Hoặc Tên.phim[Năm]DvDrip[Ngôn.ngữ]-aXXo (giai đoạn 2005-2007)
Ví dụ: Ratatouille[2007]DvDrip[Eng]-aXXo
Hoặc Tên.phim[Năm]DvDrip-aXXo (giai đoạn 2008-2009).
Ví dụ: Wall-E[2008]DvDrip-aXXo
Tệp tin.avi được đặt tên trùng với tên thư mục chứa nó. Khác với FXG, và đây cũng là đặc điểm để phân biệt phim của aXXo với phim aXXo giả hoặc nhái: tệp tin của aXXo không bao giờ có dấu space giữa các ký tự. Nếu bộ phim có các phụ đề cho phim thì sẽ có một dấu "-" ngăn cách. Ví dụ: bộ phim Sex And The City: The Movie sẽ được đặt tên là Sex.And.The.City-The.Movie.
Ngoài ra tên tệp tin.avi giữa phần tên năm và chữ DvDrip còn có thể có một cặp [] để mô tả bản phim gồm: Unrated.Edition, Extended.Cut, Special.Extended.Edition, Remastered.Directors.Cut, Directors.Cut.
Ví dụ: Forgetting.Sarah.Marshall[2008][Unrated.Edition]DvDrip-aXXo
Tệp tin.nfo có dạng:
Tên.phim.viết.thường-aXXo.nfo đôi khi không có phần "-aXXo". Tệp tin này chứa thông tin về phim, thông tin về tệp.avi.

## Dung lượng tệp tin
Dung lượng phổ biến của một bộ phim do aXXo rip là từ 699-701 MB, những bộ phim có thời lượng trên 100 phút có thể từ 800-900 MB, thậm chí là 1.36GB (700MBx2).